# Мемфис саундси
Мемфис саундси (енгл. Memphis Sounds) је бивши амерички кошаркашки клуб из Мемфис, Тенесија. У периоду од 1970. па до 1975. играли су Источној дивизији АБА лиге. Оригинални тим је основан као Њу Орлеанс баканирси 1967. године.
Током свог боравка у Мемфису носили су име као Мемпхис прос, Мемфис тамси и на крају Мемфис саундси, играли су своје домаће утакмице у Мидсаут колосеуму.

## Њу Орлеанс баканирси 1967–1970.
Њу Орлеанс баканирси су били чартер члан АБА. Баканирсе је тренирао Бејб Макарти, који је био познат из два разлога. Једна је била да је тренирао Државни универзитет Мисисипија на првенству Југоисточне конференције у ери када је кошарком те лиге доминирао Универзитет Кентакија. Други је био када је тада потпуно бело законодавно тело Мисисипија забранило тиму да учествује у расно интегрисаном НЦАА турниру. Макарти је одвео тим ван државе и натерао их да ипак учествују, што му је дало статус скоро легенде у очима неких (и бескрајну мржњу других).

## Мемфис прос 1970–1972.
Дана 21. августа 1970. године тим је продат бизнисмену из Мисисипија П.В. Блејку. Десет дана касније, тим је из Њу Орлеанса пресељен у Мемфис и име му је промењено у Мемфис прос, наводно зато што су већ купљене 'Бакс' униформе лако могле бити претворене у 'Профес' униформе уз мале трошкове.

### Сезона 1970/71.
„Професионалци” су одмах наишли на проблеме због времена за селидбу. Термини Мидсаут колосеума су већ били скоро попуњени за ту сезону, а Профи су успели да обезбеде само утакмицу код куће само за један петак. Били су принуђени да остатак утакмица свог домаћег распореда одиграју у неколико других дворана у Тенесију и Мисисипију. Није изненађујуће што је продаја карата успорила, до почетка сезоне продали су само 180 сезонских карата.
Тиму се придружио Боб Ворен из Лос Анђелес старса, а Рон Франц и Дејв Неш су послати у Мајами флоридијанце за Вилберта Џонса, Ал Куета и Ерва Стага. Касније је Ред Робинс промењен у Јута старсе за Крега Рејмонда, а Скитер Свифт је послат у Питсбург пајперсе за Чарлија Вилијамса. Џими Џонс, Стив Џонс и Вендел Леднер играли су на АБА ол-стар утакмици 1971.. Ладнер, пик на последњем драфту АБА, такође је ушао у АБА ол-руки тим. У просеку је 3.199 навијача присуствовало домаћим утакмицама „професионалаца” током сезоне. Проси су сезону завршили са 41 победом и 43 пораза, што их је ставило на треће место у Источној дивизији. Проси су се пласирали у плеј-оф, али су изгубили у полуфиналу Источне дивизије од Индијана пејсерса, од четири утакмице све четири су изгубили.
Проси скоро да нису преживели ту сезону. У децембру 1970. године Блејк је једноставно отишао из тима, тврдећи да је изгубио 200.000 долара. Лига је очајнички покушавала да пронађе новог власника, али није било кандидата. Коначно, у фебруару, група заједнице, Мемфис ерта спортс Инк., купила је тим за 700.000 долара. Купци су се састојали од 4.600 становника Тенесија који су купили акције тима по цени од 5, 10 и 50 долара за дељење и изабрали одбор од 24 особе који ће водити тим. Брокер обвезница из Мемфиса Алберт С. Харт је постављен за председника тима.

### Сезона 1971/72.
Тим је потписао уговор са Џонијем Нојманом, Ол америкен студентом са Универзитета Мисисипи, и додао је Ларија Кенона, али је Стива Џонс отишао у Далас чапаралса преко слободне агенције. Џими Џонс је такође отишао, завршивши са Јута старсима.
Дана 6. октобра 1971. Проси су били домаћини НБА Бостон селтикса у предсезонској егзибиционој утакмици. Селтикси су победили резултатом 115 : 94. Ово је био једини пут да је тим из Мемфиса играо са НБА тимом све док се Ванкувер гризлиси нису преселили у Мемфис 2001. године, тридесет година касније.
Проси су послали Ларија Кенона у Индијана пејсерсе средином сезоне у замену за Дона Сидла, и извршили још један трејд средином сезоне који је послао Вендела Леднера, Тома Овенса и Бобија Ворена у Каролина кугарсе за Рендија Дентона, Ворена Дејвиса и Џорџа Лемана. Потоњу трговину је иницираопредседник тима Харт без консултације са тренером тима Макартијем.
Проси су имали једног играча, Вил Џонса, који је играо на АБА ол-стар утакмици за 1972. годину.
Упркос (или можда због) свих кадровских потеза, тим је завршио са само 26 победа уз 58 пораза, што их је ставило на пето (последње) место Западне дивизије, 34 утакмице заостатка за Јута старсима, и одвојило их од плеј-офа.
Иако су у просеку имали 4.441 навијача по утакмици на домаћем терену, финансијски проблеми тима су се поново појавили и приморали лигу да по други пут преузме контролу над тимом.
Дана 27. априла 1972. Бејб Макарти је дао оставку на место тренера Проса.

## Мемфис тамси 1972/1974.
Дана 13. јуна 1972. године, тим и његове дугове је купио Чарлс О. Финли, који је такође поседовао Окланд А'с из Мејџор лиге и Калифорнија голден силсе НХЛ-а. Легендарни бивши главни тренер Универзитета Кентаки Адолф Руп постао је председник тима. Расписан је конкурс за преименовање тима и победничка пријава у такмичењу "Преименуј тим" била је Мемфис тамси. Надимак је био акроним за Тенеси – Арканзас – Мисисипи, а лого је била војничка капа у стилу там о'шантера у белој, зеленој и златној боји, које су такође биле нове боје тима, које су делиле са Атлетиком и Голден силсима.

### Сезона 1972/73.
Макартија је наследио Боб Бас. Тамси су убацили Џорџа Томпсона у дисперзиони драфт играча  и он је отишао у Милвоки баксе. Џералд Гован је прешао у Јута старсе за Мерва Џексона. Од тамсових играча само је Џорџ Томпсон играо у АБА ол стар утакмици, али Тамси су сезону завршили са само 24 победе у поређењу са 60 пораза. Био је то најгори рекорд у АБА и ставио их на пето (последње) место у Источној дивизији, 33 утакмице иза Каролине кугарса. Тамси нису успели да уђу у плеј-оф, делом због велике промене састава (само у прва два месеца сезоне направили су 28 измена на листи). Упркос њиховој лошој игри, у просеку су имали 3.476 навијача по утакмици као домаћини.
Финли је натерао тим да носи све могуће комбинације зелених, белих и златних мајица и гаћица. Међутим, он је био мало или нимало укључен у франшизне операције. Упркос својим ранијим обећањима, он је већ био у преговорима са званичницима у Сент Полу у Минесоти да пресели тим тамо. Када се то прочуло, Финли је скоро преко ноћи прешао од спасиоца до издајника.

### Сезона 1973/74.
Тамси су покупили драфт пикове Ларија Кенона и Ларија Финча. Тамсови су такође користили драфт пик да би одабрали Дејвида Томпсона, али је Томпсон остао на колеџу. Финли је затражио од АБА да испита његове тврдње да је председник АБА Бил Денијелс био у сукобу интереса због тога што је тражио од Финлија да му плати накнаду за проналажење, јер је помогао Финлију да пронађе потенцијалне купце за свој тим. АБА је одбила да истражи Финлијеве оптужбе.
Финли је покушао да прода тим групи инвеститора из Провиденса, Роуд Ајленд, али до продаје није дошло. Већи део лета статус Тамса је висио у ваздуху. Бас је поднео оставку да би преузео позицију у лиги, а канцеларије седишта тима су затворене од средине јуна. Тек крајем августа Финли је послао поруку да ће Тамси играти. У том процесу, он је задржао скоро све радио и ТВ уговоре лиге. Чак и тада, тим није имао тренера и практично није имао седиште када је тренинг камп отворен у септембру. Коначно, два дана пре прве припремне утакмице тима, Бач ван Бреда Колф је ангажован као генерални менаџер и главни тренер.
Тамси су потписали Чарлија Еџа, мењали Ларија Кенона у Њујорк нетсе за Џима Арда и Џона Баума и мењали Џонија Нојмана са Јута старсима за Глена Комбса, Ронија Робинсона, Мајка Џексона и готовину. Џорџ Томпсон је играо у АБА ол стар утакмици, али тим је имао још једну лошу сезону, завршивши са 21 победом и 63 пораза – што је био најгори рекорд у целој професионалној кошарци.
Са њиховом лошом игром, посећеност тима је опала за око једну трећину у односу на претходну сезону, јер су Тамси у просеку имали 2.331 навијача по утакмици као домаћини. То је углавном било зато што се чинило да је Финли изгубио било какво интересовање за Тамсе. Прошао је недељама без комуникације са ван Бредом Колфом о тимском пословању или потезима на листи. Такође је престао да издаје програме, заменивши их бесплатним откуцаним ротарираним листовима састава. Ван Бреда Колф је био видно фрустриран ситуацијом, рекавши за Кошаркашке новости да би Тамси били солидна франшиза ако би имали солидну подршку.

## Мемфис саундси 1974–1975.
Убрзо је постало јасно да Тамси нису високо на листи Финлијевих приоритета. Погодности као што су програми су почеле да нестају, а морал је пао, играчи су почели да се питају да ли ће добити плате и да ли ће оне очистити банку када то ураде. После две сезоне, АБА је ускочила и преузела контролу над тимом. Комесар АБА Мајк Сторен поднео је оставку на место у лиги да би преузео операцију и водио тим у Мемфису.
Сторен је поставио неколико значајних локалних личности као сувласнике новог тима, укључујући музичара Ијзака Хејса и оснивача Холидеј Ина Кемонса Вилсона. Сторен је нови тим назвао Мемфис саундси и развио нову црвено-белу шему боја и лого.
Сторен је поништио некадашњи списак Тамса и довео ветеране као што су Мел Данијелс, Фреди Луис, Роџер Браун, Чак Вилијамс, Колис Џонс, Џорџ Картер, Рик Маунт и Џулијус Ки. Једини играч који је играо за Тамсе који се појавио у униформи Саундса био је Лари Финч, локални фаворит јер је играо колеџ кошарку на Универзитету Мемфис Стате.
Саундси, које је тренирао Јое Мулланеи, завршили су сезону 1974/75. са негативним скором 27 : 57, што је било доста за четврто место у Источној дивизији и место у АБА плеј-офу 1975. На несрећу за Саундсе, њихов противник у првом колу били су Кентаки колонелси, који су победили у Источној дивизији и серију са Саундсима завршили са 4 победе према 1 изгубљениј утакмици (једна победа је једина победа у плеј-офу за време трајања франшизе).
Елиминација тима из плеј−офа од стране Колонелса била је последња значајна утакмица коју је франшиза играла. Иако је сезона 1974/75. имала највећу посећеност током боравка тима у Мемфису, и Вилсон и Хејз су имали финансијских проблема због којих су морали да продају своје акције. После сезоне 1974/75, АБА франшиза је продата групи бизнисмена у Балтимору, Мериленд, који су је искористили да створе тим који је прво био кратко познат као Балтиморе хастлерси, а затим Балтимор клавси. Међутим, тим је имао озбиљне финансијске проблеме и угашен је пре почетка сезоне, одигравши само три егзибиционе утакмице у својој краткој историји.
Недуго након што су Клавси одустали, Сан Дијего сејлси, а затим и Јута старси су отказали учешће у лиги почетком регуларне сезоне 1975/76, нагло смањивши лигу са 10 тимова на 7. Неуспех тих франшиза био је фактор који је изазвао спајање АБА и НБА у лето након завршетка сезоне 1975/76.

## Кошаркашка Кућа славних
| Чланови Мемфиса у Кући славних | Чланови Мемфиса у Кући славних | Чланови Мемфиса у Кући славних | Чланови Мемфиса у Кући славних | Чланови Мемфиса у Кући славних |
| Играчи                         | Играчи                         | Играчи                         | Играчи                         | Играчи                         |
| Бр.                            | Име                            | Позиција                       | Период                         | Постављен                      |
| ------------------------------ | ------------------------------ | ------------------------------ | ------------------------------ | ------------------------------ |
| 9                              | Мел Денијелс                   | Ц                              | 1974/75.                       | 2012.                          |
| 19                             | Роџер Браун                    | К/Б                            | 1975.                          | 2013.                          |

## Остварења по сезонама
| Сезона         | Регуларна сезона | Регуларна сезона | Регуларна сезона | Резултати у плеј−офу           | Утакмице              |
| Сезона         | Победа           | Пораза           | Проц.            | Резултати у плеј−офу           | Утакмице              |
| -------------- | ---------------- | ---------------- | ---------------- | ------------------------------ | --------------------- |
| Мемфис прос    |                  |                  |                  | Резултати у плеј−офу           | Утакмице              |
| 1970/71.       | 41               | 43               | .488             | Изгубили дивизијско полуфинале | Индијана 4, Мемфис 0  |
| 1971/72.       | 26               | 58               | .310             | Нису се квалификовали          | Нису се квалификовали |
| Мемфис тамси   |                  |                  |                  |                                |                       |
| 1972/73.       | 24               | 60               | .286             | Нису се квалификовали          | Нису се квалификовали |
| 1973/74.       | 21               | 63               | .250             | Нису се квалификовали          | Нису се квалификовали |
| Мемфис саундси |                  |                  |                  |                                |                       |
| 1974/75.       | 27               | 57               | .321             | Изгубили дивизијско полуфинале | Кентаки 4, Мемфис 1   |